# Apilocrocis albicupralis
Apilocrocis albicupralis är en fjärilsart som beskrevs av George Francis Hampson 1918. Apilocrocis albicupralis ingår i släktet Apilocrocis och familjen Crambidae. Inga underarter finns listade i Catalogue of Life.